# برنس فوشيمي هيرويوشي
برنس فوشيمي هيرويوشي (باليابانية: 伏見宮博義王) هو عسكري ياباني، ولد في 8 ديسمبر 1897 في طوكيو في اليابان، وتوفي في 19 أكتوبر 1938 في طوكيو في اليابان بسبب نوبة قلبية.